# 周日八點黨
《周日八點黨》，簡稱《周八》，為中國電視公司於2000年4月16日至2008年7月27日每個星期日20:00 - 22:00播出的台灣綜藝節目，由全能製作公司製作，吳宗憲等人主持。該節目為中華電視公司週日綜藝節目《POWER星期天》的前身，主持人與製作團隊也與該節目相同。

## 歷屆主持人
- 第一代：2000年4月16日－2000年╳月：吳宗憲、柯受良、康康、郁方
- 第二代：2000年╳月－2001年╳月：吳宗憲、康康、許傑輝
- 第三代：2002年╳月－2006年6月12日：吳宗憲、康康、NONO
- 第四代：2006年7月2日－2006年10月：吳宗憲、康康
- 第五代：2006年10月－2006年╳月：吳宗憲、九孔、唐從聖
- 第六代：2006年╳月－2008年1月6日：吳宗憲、九孔、洪都拉斯
- 第七代：2008年1月13日－2008年6月29日：吳宗憲、康康
- 第八代：2008年7月6日－2008年7月27日：吳宗憲

## 節目單元
以下是該節目各期主要的單元。

### 第一代
此時期的主持人各有一個「頭銜」：吳宗憲的頭銜是「黨主席」，康康、郁方、柯受良的頭銜都是「黨代表」。首次參加錄影的藝人，稱為「首次入黨」。

#### 全民薦寶
〈全民薦寶〉，諧音「全民健保」，是開放兒童報名的才藝表演單元。

#### 當我們銬在一起
〈當我們銬在一起〉是由康康與另外一名觀眾朋友以手銬「銬」在一起，且必須持續四十八小時。康康與被銬之觀眾在此期間一起生活。可以達到標準者，就可以由其他主持人在攝影棚內解開（實際上，大多是剪開）手銬，並獲得高額獎金。
但有時候康康會對參賽來賓胡鬧，讓參賽者不知所措或是感到不好意思，這也是該單元的笑點之一。
該單元的名稱來源，是來自兒歌《當我們同在一起》，並將「同」字改成「銬」字，以符合該單元的宗旨。

#### 對不起　我害你
吳宗憲與康康互整的外景單元。

#### 大牌class
以教室佈景為主的短劇單元。吳宗憲扮演「班主任」，其他人（包括康康、來賓與固定班底）扮演學生。來賓進入教室前，必須先敲門。

### 第二代、第三代

#### 食字路口
〈食字路口〉，諧音「十字路口」，是此時期的「招牌單元」之一。其構想來源，是來自《火焰挑戰者》內「擔保挑戰」的一個食物名稱接龍遊戲，亦以接龍為主體，但所使用的語言為中文。
參賽隊伍分為由吳宗憲所領軍的「憲憲隊」、康康所領軍的「康康隊」、許傑輝所領軍的「輝輝隊」，以及NONO所領軍的「NONO隊」，各自進行「食物接龍」遊戲，以字首、字尾為主進行接龍。
單元開始，由「小天使」為參賽隊伍及電視機前觀眾公開謎頭，並由三隊開始一較高下。每個參賽隊伍的謎頭都是相同的，但在第二道食物開始就不盡相同。
參賽者吃到第五道食物的時候，小天使就會再給謎尾。參賽者必須想辦法接到謎尾，並回到起點敲鑼。參賽隊伍最先敲鑼者，即算獲勝。每隊收到的謎尾都是相同的。
食物名稱可用諧音，也可以使用任何種類的語言的一小段音節，或者以食物的其他名稱，來代替其原來的名稱。而遊戲也有規定，參賽者於每次遊戲中均只能到便利商店一次，不允許二次以上。
舉例說明一：純國字接法
- 檸檬愛玉→玉蜀黍→薯條→調味牛乳→滷味→味噌湯→湯餃…

（其中的「調味牛乳」與「滷味」，雖然中文內「滷」與「乳」的發音不同，但口語發音非常接近，可取其諧音）
舉例說明二：混他國語言接法
- 拿鐵→Tiramisu（提拉米蘇）→蘇打水→水煎包→包穀→古早味彈珠汽水→水餃→絞肉…

（其中的「拿鐵」與「提拉米蘇」，雖然中文內「鐵」與「提」發音不同，但口語發音類似，可取其諧音。）
另外，品嚐料理的過關規定如下：
1. 如果該料理是整道菜，則該隊伍必須將該道菜吃光。例如，如果接的是「螞蟻上樹」，該隊伍就必須共同將整盤螞蟻上樹吃光。

1. 如果該料理是試吃品，則該隊只要吃一部份即可。
2. 如果該料理是他人正在食用者，該隊可以向正在吃東西的他人取得一點食物，吃完這部份即可。
3. 如果接的是如蔬菜、水果的名稱，而料理中剛好有相對應的食材（例如，隊伍要接櫻桃，而店家提供有櫻桃裝飾的蛋糕）者，也可以如法泡製；但相對的，該隊參賽者就必須將整塊蛋糕吃完，方可過關。

〈食字路口〉另有「超激版」，開放觀眾報名，規則同上；但最輸者必須被現場其他參賽者砸刮鬍泡，作為處罰。
食字路口在2005年改成文武超激版，一樣採用食物文字接龍進行，但過程中加入「文」與「武」兩個關卡，「文」是小天使出題目，參賽者必須回答問題，例如：與NONO傳過緋聞女友有幾個。「武」是必須通過小天使出的任務，各隊的文與武關卡各不相同，通過文武關卡才能繼續進行食物文字接龍的遊戲，最後輸的隊伍則是必須進行處罰，處罰是由贏家採用當天處罰的食物放入果汁機榨成果汁讓輸家喝完。

#### 辛新聞
以網際網路事物為主之單元，後來搬到華視《快樂星期天》改名為「Sunday.com」單元，之後在緯來綜合台獨立成節目《娛樂大網ㄎㄚ》。

#### 周日色教館
〈周日色教館〉是由主持人出題，參賽者即刻回答顏色的一個單元。「色教館」一名的來源構想，是來自「臺北市立社會教育館」的簡稱「社教館」，並取其諧音。
主持人按照節拍，隨意說出三種顏色；而這三種顏色之中，可以重複，也可以不重複。參賽者必須按照主持人所指示的顏色，並遵照樂隊所演奏的節拍，說出相關的物品為何。失誤達一定次數者，或者重複物品太多次者，會被判出局。
舉例說明：
1. 如果主持人說：「白色、黑色、綠色」，參賽者可說：「雲、鋼琴、樹葉」。
2. 但如果主持人說：「橘色、紫色、黃色」，參賽者卻說：「橘子、茄子、襪子」，則主持人會有可能判定襪子是不正確的答案（因為襪子可以有好幾種顏色，黃色不是襪子唯一的顏色）。
3. 如果主持人的提示是：「黑色、黑色、黑色」，而參賽者卻說：「瓜子、瓜子、瓜子」的話，就很明顯的出局（因為瓜子的重複次數太多）。

#### 看我七十二騙
2006年6月18日開播的整人單元，測驗藝人遇到奇怪狀況時會有什麼反應。名稱來源是取蔡依林的歌曲《看我72變》」。

#### 案發現場
〈案發現場〉是開放家庭與公司行號報名的遊戲單元，副標題為〈躲貓貓〉。報名者與製作單位聯手，於報名者所在的住所範圍內「設計」好五個「找碴題」，並在一般人不會去特別注意的地方隱匿三位成員，總計八個疑點；另外，還會額外藏匿一些整人玩具來干擾參賽者。每次邀請兩位藝人或一個藝人團體參賽，參賽者稱為「探員」。只要參賽者能夠於三十分鐘內沒有完全找到這八個疑點，該家庭或公司行號即可獲得製作單位準備的獎金新台幣六萬元。
參賽者宣稱發現疑點時，無論是否真的找到疑點，助理主持人都要暫停計時，直到主持人宣布繼續計時；此時參賽者必須明確說明可疑之處何在，答錯者會被主持人以警棍打屁股。每找到一個疑點，都可稱為「破案」。報名者（被隱匿的成員除外）要坐在住所內的特定位置，透過製作單位預先建置的閉路電視全程監看參賽者的活動情形；這個位置稱為「基地台」，基地台內絕對不會存在任何疑點。屋主也要待在基地台內，而且會與一台「心跳測量機」連線，該機器會測量出屋主每一分鐘的心跳數。參賽者接近任何一個疑點，屋主心跳數過高時，參賽者就能知道有疑點存在。每集結束前，無論參賽者有無找齊全部疑點，吳宗憲都會帶領大家一起呼口號：「案發現場躲貓貓，成功！」
「找碴題」是極為不合常理的事物，例如：
1. 電話機的數字按鍵全部都是自然數“1”；
2. 小提琴的弦數不是五根；
3. 馬鈴薯不是長在樹上；
4. 獎盃內不該盛著湯汁……等。

以下是歷屆參賽者是否有找齊一覽表
| 比賽回合 | 節目播出日期   | 參賽藝人               | 是否有找齊 |
| 0        | 2006年8月6日   | Makiyo、愛紗           | 有找齊     |
| 1        | 2007年5月13日  | S.H.E                  | 有找齊     |
| 2        | 2007年7月22日  | 王力宏                 | 沒找齊     |
| 3        | 2007年7月29日  | 林宥嘉、周定緯、李宣榕 | 沒找齊     |
| 4        | 2007年8月19日  | 楊宗緯                 | 沒找齊     |
| 5        | 2007年9月16日  | 蔡依林                 | 沒找齊     |
| 6        | 2007年9月23日  | 王傳一、賴雅妍         | 沒找齊     |
| 7        | 2007年10月7日  | 楊丞琳                 | 沒找齊     |
| 8        | 2007年12月2日  | 莫文蔚                 | 沒找齊     |
| 9        | 2007年12月9日  | 羅志祥 (二度參賽)      | 沒找齊     |
| 10       | 2007年12月23日 | 羅志祥 (三度參賽)      | 有找齊     |
| 11       | 2008年1月13日  | 飛輪海                 | 沒找齊     |
| 12       | 2008年1月20日  | 陳奕迅                 | 沒找齊     |
| 13       | 2008年2月3日   | 楊宗緯 (二度參賽)      | 沒找齊     |

#### 我的秘密情人
2006年4月9日開播。開放一位年輕觀眾報名作為主角，男女不拘。主角的父母與特別來賓群猜，主角的男朋友或女朋友究竟是誰。

#### 一個都不能少
〈一個都不能少〉是一個開放觀眾報名的單元，以及格分定淘汰制為主的遊戲。第一名參賽者登場後，由下一名參賽者同台登場。如果這個「下一名參賽者」超過觀眾給分的標準分（六十分）者，則上一名參賽者就被判定淘汰，直至最後一名參賽者為止。到該單元尾聲後，持續在舞台上的參賽者，即可獲得高額獎金。

### 第四代、第五代
自2006年7月2日起算。茲以2006年8月6日為例作說明，當日的特別來賓是六位黑澀會美眉（大牙、MeiMei、丫頭、筱婕、彤彤、鬼鬼）。

#### Show Time
讓來賓們進場跳舞兼暖場，全部來賓都要跳。

#### 看誰最愛演
每次出五題，每題從來賓中抽出兩位依據指定的題目來「演戲」，其他來賓分兩隊來猜正確答案。答案揭曉之後，答對者在自己的桌上加放一隻猩猩布偶，答錯者會立即被噴乾冰作為懲罰。單元結束時，統計兩隊的布偶數目，布偶數目最少者也會被噴乾冰。
2006年8月6日的第一個題目是大牙與筱婕「誰真的在喝苦茶」，第二個題目是大牙與筱婕「誰真的在使用腹部震動器」，第三個題目是彤彤與丫頭「誰真的在摸『可愛箱』」（一個「可愛箱」裡面是空的，另一個有裝蚯蚓），第四個題目是彤彤與丫頭「誰真的在搬磚頭」（一堆磚頭是保麗龍做的磚頭，另一堆是真的磚頭），第五個題目是鬼鬼與MeiMei「誰真的被打腳底板」。

#### 無厘頭猜謎王
每次播放兩段外景影片，稱為「題目篇」，內容都是康康與另外兩位藝人互相較量。所有來賓分成三隊，從三人之中選擇一個答案。作答完畢，隨即播放三人較量的過程，稱為「解答篇」，正確答案就在其中。答對者可在自己的桌上加放一隻猩猩布偶。主持群有時會即興問三隊來賓一個問題，答對者亦可在自己的桌上加放一隻猩猩布偶。單元結束時，統計兩隊的布偶數目，布偶數目最少者也會被噴乾冰。
2006年8月6日的另外兩位藝人是九孔、歐弟，第一個題目是「誰是冰上曲棍球的守門王」（以守住最多球者為正確答案），第二個題目是「誰是汽車考照王」（以能倒車通過S形彎道者為正確答案）。

#### 案發現場
規則不變。

#### 一個都不能少
規則不變。2006年8月6日無此單元。

#### 害你在心口難開
攝影棚內單元，以「陷害」為主題，藝人相互之間「陷害」，當然只是無傷大雅的玩笑。2006年8月6日無此單元。

### 第六代

#### 好狗嘜走
〈好狗嘜走〉即閩南語「好狗別跑」之意，開放寵物狗飼主報名。主持人出題，飼主讓自己的寵物狗表演各項技能作為提示，來賓依據這些提示來猜答案。

#### 案發現場
新增下列規則：
- 賽制改成參賽者如果在四十分鐘內沒有完全找到十個疑點，該家庭或公司行號即可獲得製作單位準備的獎金新台幣六萬元。
- 參賽者發現疑似疑點時，必須先吹哨子，再說明可疑之處何在。
- 為了增加難度，在十個疑點之外，會隱藏幾個整人玩具（例如塑膠蛇）以干擾參賽者。

#### IQ跳舞機
來賓分隊挑戰專有名詞與成語填空，落敗的隊伍將被送進「恐怖電話亭」內接受「殘酷懲罰」。

#### 美食生死鬥之誰來買單
每集邀請五位來賓參賽，每集跑遍三家餐廳，合計準備九道美食。每位參賽者只要選定的料理不與其他參賽者重覆，就可以品嚐自己選定的料理。在一整集內沒有吃到任何料理的參賽者，必須負責結帳。

#### 好狗嘜走
規則不變。

#### 案發現場
規則不變。

#### 當我們整在一起
類似整人節目，當演員們演戲完以後，演員就告知被害者剛剛的內容是整人的。

#### 周日名人堂
分為〈台灣模仿王〉與〈牌神〉。〈台灣模仿王〉是開放觀眾報名模仿明星，有PK制度。〈牌神〉是由安迪魔術(國際)企業公司（Andy Magic (International) Enterprise Co.）創辦人郭安迪示範各種撲克牌老千伎倆。

### 第七代、第八代

#### 案發現場
改成不定時播映。為了增加難度，把十個疑點往外面極裡面設置難關，即可獲得製作單位準備的獎金新台幣六萬元。（本單元已於2008年7月20日轉至該日開播的華視綜藝節目《POWER星期天》。）
以下是歷屆參賽者是否有找齊一覽表。
| 比賽回合 | 節目播出日期  | 參賽藝人                  | 是否有找齊 |
| 12       | 2008年4月6日  | 林依晨 (二度參賽)、曾少宗 | 有找齊     |
| 12       | 2008年4月?日  | 隋棠 (二度參賽)、許瑋甯   | 有找齊     |
| 13       | 2008年4月?日  | 張韶涵、-                 | 有找齊     |
| 14       | 2008年5月25日 | 張棟樑、梁靜茹            | 有找齊     |
| 15       | 2008年6月1日  | 林宥嘉、潘裕文            | 有找齊     |
| 16       | 2008年6月15日 | 郭靜、范瑋琪              | 沒找齊     |
| 17       | 2008年6月22日 | 蕭亞軒                    | 沒找齊     |
| 18       | 2008年6月29日 | 蕭敬騰                    | 沒找齊     |
| 19       | 2008年7月6日  | 黑人、陳世念、林志傑      | 有找齊     |
| 20       | 2008年7月13日 | TANK、林宥嘉              | 有找齊     |

#### 周日名人堂
增加〈溜溜球〉、〈雙截棍〉、〈口技〉、〈魔術方塊〉、〈會騎腳踏車特技的人〉、〈平衡特技王〉、〈最會玩陀螺的人〉等項目，皆是開放觀眾報名的才藝表演，無PK制度。當日同一項目的全部參賽者表演完畢後，經由當日全部來賓舉牌表決，獲得絕對多數贊成票者，即可登上「名人堂」。

#### 看誰在搞詭
2008年4月27日開播的單元。本單元加入驚悚感覺，讓藝人尋找4個線索，找到者即可獲得製作單位準備的獎金新台幣六萬元。
以下是歷屆參賽者是否有找齊一覽表：
| 比賽回合 | 節目播出日期            | 參賽藝人               | 是否有找齊 |
| 1        | 2008年4月27日           | 小鐘 、川島茉樹代      | 有找齊     |
| 2        | 2008年5月4日            | 五月天                 | 有找齊     |
| 3        | 2008年7月13日(預定不播) | 卓文萱、唐禹哲、汪東城 |            |

#### 電視仙不仙
於2008年5月11日開始開播的單元。這個單元，是要測試藝人的忍耐度。任何藝人接受「修煉」（懲罰）時，均不得喊出聲音或者逃跑，否則算失敗。
每次「修煉」是由五位參賽者共同坐在一張桌子前，桌子上有一個籤桶，籤桶內裝有四個紅色的球與一個藍色的球，只要其中一位參賽者抽到藍色的球，就是必須要進行「修煉」的「修煉者」。
以下是該單元內，受「修煉」（懲罰）的藝人一覽表。
| 播出日期      | 「修練」項目     | 說明 | 「修煉」（受罰）藝人        |
| 2008年5月11日 | 死魚打巴掌四下   | 參賽藝人拿新鮮虱目魚打「修煉者」的臉 | Jason (唐志中)              |
| 2008年5月11日 | 狗狗頭套氣球爆破 | 套狗用頭套，並且有其他參賽藝人對「修煉者」充氣，至一顆氣球爆破為止                                                                                 | 康晉榮 小鍾                 |
| 2008年5月11日 | 橡皮帶打額頭     | 三根細草繩，綁住一根寬橡皮帶，以蠟燭燒完三根草繩後，橡皮帶就會衝向「修煉者」的額頭，讓額頭留下痕跡                                                 | 童童 王彩樺 小潘潘          |
| 2008年5月11日 | 胡椒槍噴臉30秒   | 「修煉者」手捧特製管製物，並接上嘴巴，由一名參賽藝人從管的一口徑倒入胡椒粉，另一人開啟吹風機，持續30秒，會讓「修煉者」因胡椒飛揚而嗆到             | 郭世倫                      |
| 2008年5月11日 | 親豬頭30秒       | 製作單位購買煮熟的豬頭，「修煉者」必須持續親吻該豬頭30秒                                                                                           | 錢帥君 張克帆               |
| 2008年5月25日 | 死魚打巴掌四下   | （規則與2008年5月11日播出的內容相同） | JR 班傑                     |
| 2008年5月25日 | 夾耳朵           | 沙包繫著繩子，繩子另端有綁夾子，夾子夾上耳朵，然後一位來賓負責剪斷沙包的繩子，讓沙包落下，夾在耳朵上的夾子也會因夾子扯下而感到疼痛                 | 柯以柔 觀眾黃小姐           |
| 2008年5月25日 | 橡皮帶打額頭     | （規則與2008年5月11日播出的內容相同） | 余秉諺 阿霈                 |
| 2008年5月25日 | 狗狗頭套氣球爆破 | （規則與2008年5月11日播出的內容相同，但氣球是全數要爆破，不是只爆破一個）                                                                          | 阿龐 班傑                   |
| 2008年5月25日 | 親豬頭30秒       | （規則與2008年5月11日播出的內容相同） | 殷琦                        |
| 2008年6月1日  | 橡皮筋打臉       | 「修煉者」坐在一張特製的半圓桌前，參賽者會將綁住橡皮筋的繩索一根一根的剪開，橡皮筋因為與繩索被剪斷，而射向「修煉者」的臉上                         | 馬國畢 韋汝                 |
| 2008年6月1日  | 臭氣沖天         | 參賽者吃著會產生臭氣的食物，如蒜頭香腸、臭豆腐，榴槤等後，將殘留在嘴巴內的臭氣吹向特製的管子內，使「修煉者」聞到臭氣而感到難過                     | 高山峰 私立滬江中學某女同學 |
| 2008年6月1日  | 橡皮套鼻食食樂   | 「修煉者」的人中被綁在一個大橡皮繩上，而「修煉者」必須要費力向前吃完三個綁在繩索上的棉花糖                                                         | 馬國畢                      |
| 2008年6月1日  | 豬油甜筒         | 「修煉者」舔完一球由電視仙舀於甜筒上的豬油，雖看似冰淇淋，實際上臭氣沖天，令人難以下嚥                                                             | 小潘潘                      |
| 2008年6月1日  | 死魚打巴掌四下   | （規則與2008年5月11日播出的內容相同） | 私立滬江中學某男同學        |
| 2008年6月8日  | 氣球爆破秀       | 「修煉者」穿上有四個巨型汽球的特製衣服，每個氣球都有類似炸彈的引信，由其他參賽者點燃引信後，引信點爆氣球，就好像炸彈一樣爆炸，使「修煉者」感到恐懼 | 張峰奇 現場觀眾邱小姐       |
| 2008年6月8日  | 橡皮帶打額頭     | （規則與2008年5月11日播出的內容相同） | 鄭凱中 李冠儀               |
| 2008年6月8日  | 橡皮套鼻食食樂   | （規則與2008年6月1日播出的內容相同） | 李沛旭                      |
| 2008年6月8日  | 臭氣沖天         | （規則與2008年6月1日播出的內容相同） | 張安琪                      |
| 2008年6月8日  | 狗狗頭套氣球爆破 | （規則與2008年5月25日播出的內容相同） | 張峰奇                      |

##### 額外單元
2008年6月1日的節目，額外加上由藝人牛奶所進行的「流行舞」考驗。只要參賽來賓較能符合出題者所指定的姿勢與舞步，即算獲勝；敗者之四位參賽者，必須坐在特製的電椅上，並且由電視仙抽球，決定四個電椅之中的哪一個是真正通電的電椅，並由仙童通電，讓那一位的臀部感到電流通電的麻痺。
由於該單元之出題者於判斷勝負時有失公平，僅播出一次後，沒有再播出第二次。

##### 抄襲爭議
該單元播出後，有些眼尖的網友表示，〈電視仙不仙〉有抄襲2007年由英國MTV製作的節目《忍天堂》（Fist of Zen，於2008年在臺灣有購得版權播出）。MTV版內的「大師」，雖然由彼得·洛（Peter Law）飾演，但與一些佈景與遊戲製作上較嚴謹些，也使彼得·洛在扮演禪大師有幾分神韻。
《忍天堂》是由五位男性參賽者抽球（有時會有一位女性、四位男性參賽者），來決定誰受考驗，例如：用魚砸臉，但是MTV版的砸臉較賣力些，臺灣版者比較沒這麼大力。
下列就將〈仙不仙〉單元內各個抄襲的遊戲，與原版節目做一番整理。
| 「修練」項目     | 構想來源                                                                          | 修改部分 |
| 死魚打巴掌四下   | 來自《忍天堂》節目內〈死魚巴掌八回〉（Eight Slap Fish Face）遊戲                  | 將原版八回改為四回，打擊時以輕輕打為原則                                                                             |
| 狗狗頭套氣球爆破 | 來自《忍天堂》節目內〈氣球項圈〉（Balloon Collar）遊戲                            | 與原版遊戲無異，但項圈容易脫落                                                                                       |
| 橡皮帶打額頭     | 來自《忍天堂》節目內〈超大橡皮筋射臉〉（Giant Rubber Band Face Twang）遊戲        | 縮短寬橡皮帶的拉力，但無木板保護，「修煉者」容易被草繩上殘餘的火苗燒到頭髮                                           |
| 胡椒槍噴臉30秒   | 來自《忍天堂》節目內〈風之痛〉（Winds of Pain）遊戲                               | 改為只用管子通吹風機與「修煉者」的嘴，而原版有使用辣椒粉與胡椒粉，也只改為使用胡椒粉                                 |
| 親豬頭30秒       | 可能來自《忍天堂》節目內〈親上流浪漢〉（Tramp Pasta Kiss）之類的遊戲              | 礙於尺度，將流浪漢改成豬頭                                                                                           |
| 夾耳朵           | 來自《忍天堂》節目內〈雙沙包夾皮〉（Two Sandbag Bulldog Clip Rip）遊戲            | 由原版的鐵製夾子，改為曬衣用的塑膠夾子，並只用一個沙包；礙於尺度，只夾「修煉者」的臉部                               |
| 橡皮筋打臉       | 來自《忍天堂》節目內〈三十次橡皮筋射臉〉（Thirty Rubber Band Face Twang）遊戲     | 縮短橡皮筋的拉力，使「修煉者」被橡皮筋打中時較沒那麼痛                                                               |
| 臭氣沖天         | 來自《忍天堂》節目內〈四十五秒打嗝噁臭撲鼻〉（Forty Five Second Burp Breath）遊戲 | 與原版遊戲有出入，吃的食物由原版節目採用的醃蛋、起司乳酪洋芋片等，改為蒜頭香腸、臭豆腐、榴槤等，但仍然有汽水輔佐打嗝 |
| 橡皮套鼻食食樂   | 來自日本節目節目內吃棉花糖的單元                                                  | 與原版節目有出入，「修煉者」必須將三顆棉花糖吃完                                                                     |
| 豬油甜筒         | 來自《忍天堂》節目內〈豬油甜筒〉（Lard Ice Cream Cone）遊戲                       | 使用的豬油與原版節目所使用豬油較不那麼臭，「修煉者」不需要全部吃完，僅需舔一些即可過關                               |
| 氣球爆破秀       | （無疑似抄襲成份）                                                                | － |

#### 田邊俱樂部
〈田邊俱樂部〉是主持人親自「下鄉」的節目，以「親近」鄉親為主旨。單元名稱是源自台灣最長壽的綜藝節目《五燈獎》的舊名《田邊俱樂部》。
〈田邊俱樂部〉包括下列單元：
厝邊頭尾借過來
〈厝邊頭尾借過來〉是一個參賽者向當地居民借物品的遊戲。參賽者必須以比手畫腳的方式，或者以不直接說出答案的方式，使居民了解要借什麼，才有可能借到居民所擁有的物品。獲勝者，可以獲得獎學金；反之，失敗者則什麼也沒有。
〈厝邊頭尾借過來〉的遊戲名稱來源，原是閩南語「厝邊頭尾照過來」，意思是「左鄰右舍看過來」；製作單位將其中的「照」取諧音「借」，以達遊戲主旨。

## 註解、參考資料
1. ↑  連神仙都下凡拼收視！兔哥、康康向觀眾誠心推薦～[]2008年5月26日查閱
2. ↑  吳宗憲〈仙不仙〉　拷貝英國《忍天堂》 （页面存档备份，存于）2008年5月26日查閱

## 資料來源
- 中視無線台《周日八點黨》2006年8月6日播出帶
- 中視綜藝台選播的《周日八點黨》部分集數的播出帶
- 臺灣電視資料庫
- 《自由時報》電子報
- 中視《周日八點黨》官方網站

## 外部連結
- 中視《週日八點黨》官方網站（页面存档备份，存于）

| 中國電視公司 星期日20:00 | 中國電視公司 星期日20:00                   | 中國電視公司 星期日20:00 |
| ------------------------ | ------------------------------------------ | ------------------------ |
|                          | 周日八點黨 (2000年4月16日 - 2008年7月27日) |                          |
| 紅白勝利                 | 籃球火 （第1集，重播） （2008年8月3日）    |                          |